# Nêustria
O território da Nêustria surgiu em 511 d.C., compreendendo a região desde a Aquitânia até o Canal da Mancha, correspondente à maior parte do norte da atual França, tendo como principais cidades Paris e Soissons. A Nêustria formava a porção ocidental do Reino Franco sob a dinastia merovíngia, entre os séculos VI e VIII.
A Nêustria foi criada com a partilha do Reino Franco entre os descendentes de Clóvis I em 511. As constantes redivisões de território causaram rivalidades que mantiveram a Nêustria e a Austrásia (a porção oriental do Reino Franco) em constante estado de guerra.
Em 687, Pepino de Herstal, prefeito do palácio do rei da Austrásia, derrotou os nêustrios em Tertry e unificou a Austrásia e a Nêustria. Os seus descendentes - os carolíngios - continuaram a governar os dois reinos como prefeitos. Com a bênção do papa, Pepino, o Breve, depôs o rei merovíngio em 751 e assumiu o controle direto do Reino Franco. Assim, as principais áreas do Reino Franco - Nêustria, Austrásia e Borgonha (V. burgúndios) foram unificadas sob uma única autoridade e os termos "Nêustria" e "Austrásia" gradualmente desapareceram.

## Etimologia
Do francês Neustrie, este do latim tardio Neuster, provavelmente advindo do germânico Nebastra, do indo-europeu Nebhos, "nevoeiro", por oposição a austra, "região da aurora, leste" (fonte: José Pedro Machado, Dicionário Onomástico Etimológico da Língua Portuguesa).

## Reis da Nêustria
- Clóvis I - (481-511). Rei de todos os Francos
- Clodomiro - (511-524). Rei de Orleans - (511-524)
- Quildeberto I - (555-558). Rei de Paris) - (511-558)
- Clotário I - (558-561). Rei de Soissons - (511-558). Rei de todos os Francos
- Cariberto I - (561-567). Rei de Paris - (561-567)
- Quilperico I - (567-585). Rei de Soissons - (561-567)
- Clotário II - (585-629). Rei de todos os Francos - (613-629)
- Fredegunda - (Regente 584-597)
- Cariberto II - (629-632)
- Quilperico II - (632)
- subordinada à Austrásia - (632-639)
- Dagoberto I - (632-634). Rei de todos os francos - (629-639)
- Sigeberto III - (634-639)
- Clóvis II - (639-658)
- Nantilde - (639-642). Regente
- Erquinoaldo - (641-650). Regente
- Batilda - (658-664). Regente
- Clotário III - (658-673)
- Teodorico III - (673)
- subordinada à Austrásia - (673-675)
- Quilderico II - (673-674). Rei de todos os Francos - (674-675)
- Dagoberto II - (674-675) - restaurado. Apontamentos históricos atestam Sigeberto IV (687), suposto filho de Dagoberto II, sobrevivera  ao assassinato do pai, fugiu para a região de Rennes-le-Château, no sul da França, onde dera origem a uma linhagem, cujos descendentes seriam o elo entre Merovíngios e uma antiga linhagem do cristianismo primitivo.
- Teodorico III - (675)
- subordinada à Austrásia - (675-676)
- Clóvis III - (675-676)
- Teodorico III - (676-691)
- Clóvis IV - (691-695). Rei de todos os Francos.
- Quildeberto III - (695-711). Rei de todos os Francos.
- Dagoberto III - (711-715). Rei de todos os Francos.
- Quilperico III - (715-720). Filho de Quilderico II da Austrásia. Rei de todos os Francos
- Teodorico IV - (721-737). Rei de todos os Francos.
- Período vacante - (737-742)
- Carlos Martel. Mordomo do Palácio e regente - (737-741)
- Pepino III - (741-751). Regente
- Quilderico III - (742-751). Rei de todos os Francos.
- Pepino III - (751-768). Rei dos Francos

## Mordomos do Palácio
O cargo de mordomo do palácio da Nêustria foi, em grande parte, ocupado pelos pipinidas e arnulfidas.
- Mumolino  - (566)
- Bodegisel  - (561-581)
- Landrico – (581-600). Foi mordomo sob o reinado de Clotário II e, provavelmente, também na  Austrásia. Segundo alguns autores, Landrico ou Landerico de Latour, foi responsável, juntamente com a rainha Fredegunda, de quem era amante, de tramar a morte do rei Quiperico I, quando este retornava da caça.
- Ansberto  - (600-605)
- Brunealdo  - (605-612)
- Gondoaldo ou Gondolando - (613-632)
- Aega - (632-(640). Mordomo também na Borgonha
- Erquinoaldo  - (641-658). Conhecido como Erquevaldo, Arquembaldo ou Archambauld de Waldbourg, era parente de Dagoberto I e foi mordomo dos três reinos: Austrásia, Nêustria e Borgonha
- Ebroino  - (658-670). Deposto
- Aubedo - (670-673)
- Vulfoaldo – (662-680). Também mordomo da Austrásia (673-675)
- Leudésio- (673-676) . Filho de Erquinoaldo e sua esposa Leutsinde.  Tornou-se mordomo do Palácio da Nêustria com o apoio de Leudegário, bispo de Autun, no segundo reinado de Teodorico III. Foi assassinado por Ebroino o substitui em (676).
- Ebroino  - (676- † 680). Restaurado
- Varaton  - (680/681-684). Destituído por seu filho Gistemário.
- Gistemário  - (684-684). Destituiu o pai mas morre pouco depois.
- Varaton  - (684-686). Restaurado
- Bertário  - (686-687). Genro de Varaton, foi vencido na batalha Tertry por Pepino de Herstal, em (687) e assassinado em 688 ou 689.
- arnulfidas ou carolíngios
- Pepino II  - (687-714). Sobrinho de Grimoaldo I, Foi mordomo também dos palácios da Austrásia (680-698) e Borgonha (687-700).
- Norberto [desambiguação necessária] - (687-695). Não arnulfida. Foi apenas um representante de Pepino II na corte, era este quem detinha o verdadeiro poder.
- Grimoaldo II  - (695-714). Filho de Pepino de Herstal, mordomo também do Palácio da Austrásia (698-714)
- Teodoaldo  - (714-715). Filho ilegítimo de Grimaldo II, foi também mordomo do palácio da Austrásia. Os nobres da  Nêustria o expulsaram em 715.
- Ragenfrido ou Ranfroy  - (715-718). Não arnulfida, tomou o poder na  Nêustria em 715 mas foi derrotado por Carlos Martel em 717 e, depois em 718. Em 731 exilou-se e morreu pouco depois.
- Carlos Martel  - (718-741). Filho ilegítimo de Pepino de Herstal, mordomo também dos palácios da Austrásia (715-741), Borgonha (719-741) e Duque de França (737-741).

Pepino III  - (741-751).  Filho de Carlos Martel. Também mordomo dos palácios da Austrásia (747-751) e Borgonha (741-751) e Rei de França (751-768)